# Liparetrus wanamarus
Liparetrus wanamarus är en skalbaggsart som beskrevs av Britton 1980. Liparetrus wanamarus ingår i släktet Liparetrus och familjen Melolonthidae. Inga underarter finns listade i Catalogue of Life.